# Eophileurus planatus
Eophileurus planatus är en skalbaggsart som beskrevs av Christian Rudolph Wilhelm Wiedemann 1823. Eophileurus planatus ingår i släktet Eophileurus och familjen Dynastidae. Inga underarter finns listade i Catalogue of Life.